# Selkirk (circonscription du Parlement d'Écosse)
Pour les articles homonymes, voir Selkirk.
Selkirk dans le Scottish Borders était un Burgh royal qui a élu un Commissaire au Parlement d'Écosse et à la Convention des États.
Après les Actes d'Union de 1707, Selkirk, Lanark, Linlithgow et Peebles ont formé le district de Lanark, envoyant un membre à la Chambre des communes de Grande-Bretagne.

## Liste des commissaires de burgh
- 1661: Robert Elliot, bailli [1]
- 1665 convention, 1667 convention: William Michilhill, bailli [2]
- 1669–74: Patrick Murray  [3]
- 1678 convention, 1685–86: William Wauch, bailli [4]
- 1681–82: Andro Angus, greffier de la ville [5]
- 1689 convention, 1689–1702: John Murray [6]
- 1702–07: Robert Scott [7]